# Álvaro Arzú Irigoyen
Álvaro Enrique Arzú Irigoyen (Ciudad de Guatemala, 14 de marzo de 1946 – ibídem, 27 de abril de 2018)fue un político y empresario guatemalteco, que se desempeñó como presidente de Guatemala desde el 14 de enero de 1996 hasta el 14 de enero de 2000 y alcalde capitalino durante cinco mandatos.
Durante su gestión presidencial se firmaron los Acuerdos de Paz el 29 de diciembre de 1996 con la URNG que terminó con el conflicto armado interno de la República.

## Biografía
Álvaro Arzú cursó su educación primaria y secundaria en el Colegio San José de los Infantes y diversificado en el Colegio Liceo Guatemala, graduándose en la promoción de 1963. Posteriormente estudió derecho en la Universidad Rafael Landívar de Guatemala, estudios que no llegó a culminar. Cuando apenas tenía 22 años estudió para ser gerente propietario de una agencia de viajes.
Se inició en la vida política hace más de 20 años, en las filas del Movimiento de Liberación Nacional, de ultraderecha, anticomunista y de tendencia conservadora. Fue expulsado del mismo por diferencias con el líder de ese partido.
Se afilió al Partido Nacional Renovador, con el cual ganó la alcaldía de la ciudad de Guatemala en las elecciones de 1982. Estas elecciones fueron anuladas por el golpe de Estado de ese año ejecutado por una junta militar encabezada por el general Efraín Ríos Montt. En 1985, Arzú se postuló de nuevo y ocupó la alcaldía capitalina en el período 1986-1990.
De 1978 a 1981 fue director del Instituto Guatemalteco de Turismo, donde logró romper todos los récords existentes de ingreso de turistas a Guatemala.

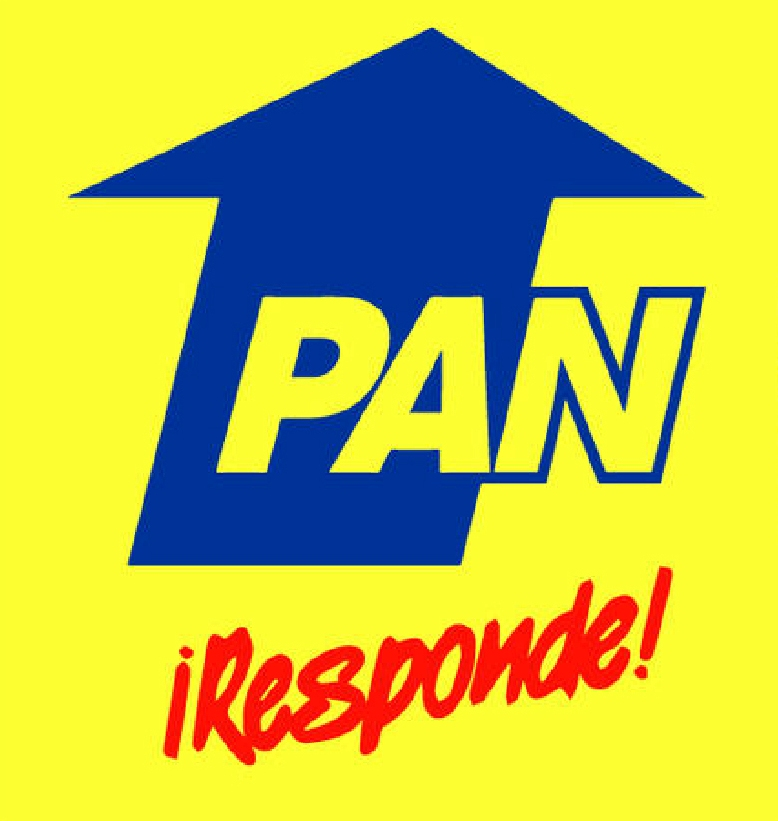
Partido de Avanzada Nacional partido fundado en 1989 por Óscar Berger y Álvaro Arzú

En 1989 junto con el también empresario Óscar Berger, fundó el Partido de Avanzada Nacional -PAN-, que lo postuló como candidato presidencial en 1990, ocupando el cuarto lugar.
En el primer gabinete de quien ganara las elecciones de 1990, Jorge Serrano Elías, fue designado Ministro de Relaciones Exteriores en el período 1991-1992. Como canciller firmó un acuerdo en el que se reconoció la independencia de Belice porque es el "único documento" en el que ese país admitía un diferendo territorial con Guatemala. Luego de esto renunció por estar en desacuerdo con Serrano. "Lejos de implicarme me salva pues queda plasmado que defendí la reclamación del territorio beliceño", dijo Arzú a una radio local (Sonora) en una entrevista años después.

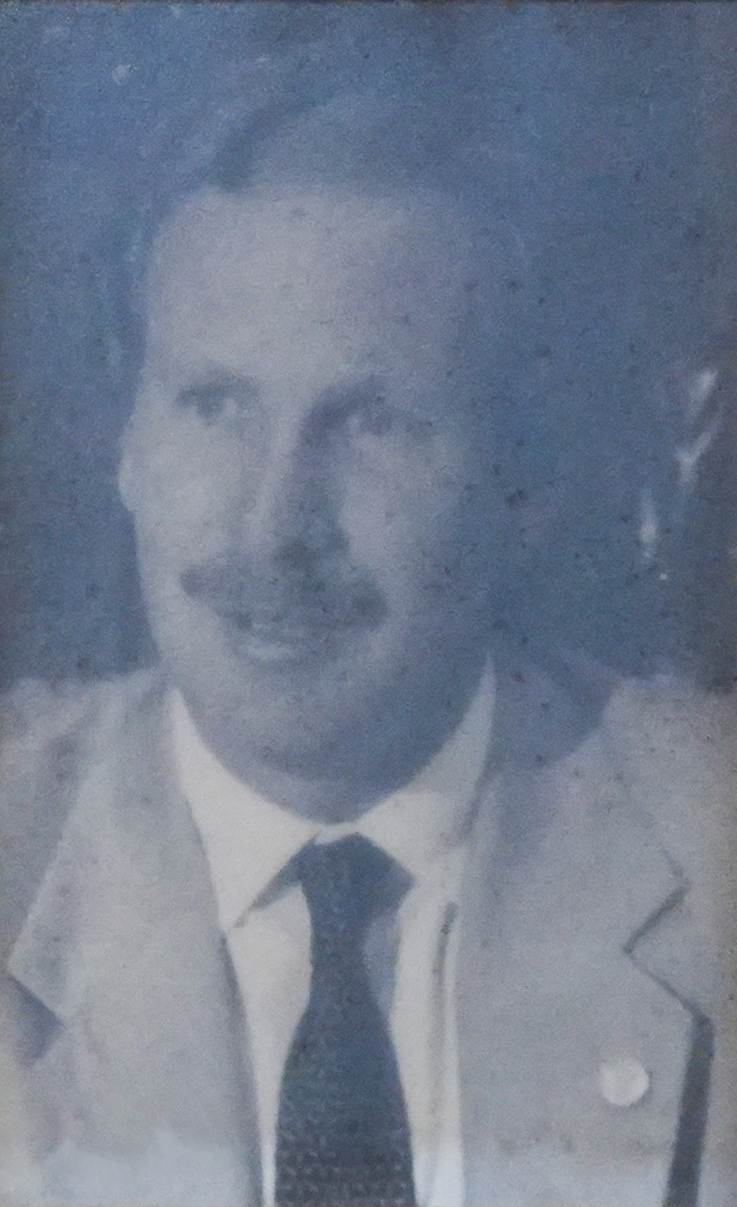
Álvaro Arzú en 1991 como Ministro de Relaciones Exteriores

Durante las elecciones de 1995 se volvió a postular para la presidencia de la República, derrotando en segunda vuelta al candidato del Frente Republicano Guatemalteco, Alfonso Portillo.
En el 2003 se postula nuevamente como alcalde de la Ciudad de Guatemala y gana la elección con un 43.23 % de los votos, casi el doble de su segundo competidor, el empresario Jorge Briz y dejando únicamente con un 18.48 % a Luis Rabbe.
Para el 2007 busca su reelección en la alcaldía capitalina, misma que logra con un 55.55 % de la preferencia de los vecinos de la Ciudad de Guatemala y ratifica su liderazgo y aceptación de los votantes.
Para el 2011 vuelve a ser reelegido alcalde de la capital mediante el Partido Unionista, obteniendo 36.72 % seguido por los candidatos de los partidos CREO y Partido Patriota.
En el 2015 vuelve a reelegirse y nuevamente es elegido como alcalde de la Ciudad de Guatemala por 5.ª vez y 4.ª vez consecutiva. Lamentablemente, no llegó a concluir este periodo que abarcaba hasta 2020 pues falleció repentinamente en 2018.
Fue hijo adoptivo de la ciudad vasca de Fuenterrabía, ciudad a la que iba con asiduidad, desde al menos 1967, para visitar el caserío "Artzu" del que es originaria su familia paterna.

## Presidencia (1996-2000)
En la elección del 12 de noviembre de 1995 Arzú superó con el 36,5 % de los votos a Alfonso Antonio Portillo Cabrera, del Frente Republicano Guatemalteco (FRG, partido fundado por el dictador Ríos Montt, a quien la ley impedía postularse a la Presidencia), y le batió definitivamente en la segunda vuelta del 7 de enero de 1996 con el 51,2 %. El 14 de enero tomó posesión de la primera magistratura de la nación con un mandato cuatrienal en sustitución de Ramiro de León Carpio, quien había sido aupado a la Presidencia en 1993 a raíz del fallido autogolpe de Serrano. En cuanto al PAN (partido creado por él), obtuvo una mayoría relativa en el Congreso con el 34,3 % de los votos y 43 de los 80 escaños (había obtenido 12 en las legislativas de 1990 y 24 en las de 1994), alcanzando la condición de principal partido del país, ganando también 107 alcaldías y 8 escaños en el Parlacen.
Su gobierno se caracterizó por el desarrollo de obra pública y la privatización de algunas empresas del Estado de Guatemala, tal es el caso de la Empresa Eléctrica de Guatemala, el correo y la telefónica GUATEL. Si bien la venta de activos estatales hizo más eficientes y funcionales los servicios antes públicos, estas privatizaciones fueron sindicadas como poco transparentes. En la actualidad, Guatemala cuenta con una industria moderna, pujante y competitiva en materia de telecomunicaciones.[cita requerida]
Durante su gobierno se vivió un alarmante incremento en los secuestros, por lo que se vio obligado a realizar un refuerzo y depuración de las fuerzas de seguridad para hacerlas mejor operantes, logrando los mejores resultados en materia de seguridad de los últimos años.
Según el informe de la violencia en Guatemala, Arzú logra con su política de seguridad, el punto más bajo del índice de homicidios a nivel de la república de los últimos 16 años.

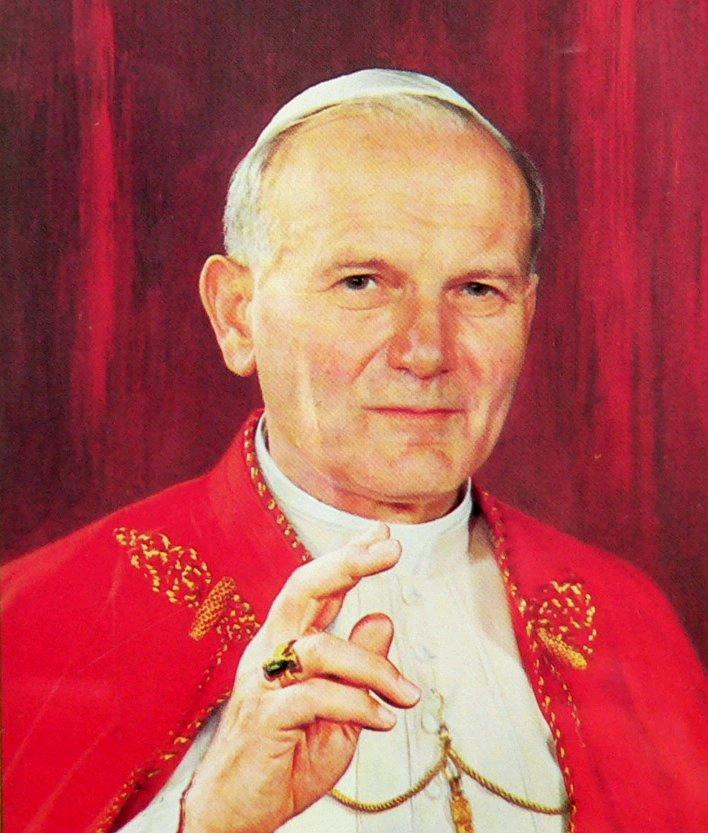
juan Pablo II visitó por segunda vez Guatemala en 1996

En febrero de 1996, su gobierno recibió la segunda visita del Papa Juan Pablo II.
El más grande logro que tuvo el gobierno de Arzú fue la firma de los Acuerdos de Paz en Guatemala, el 29 de diciembre de 1996, con la Unidad Revolucionaria Nacional Guatemalteca (URNG). Acuerdos que se venían negociando desde 1988. Antes de tomar posesión, ya había mantenido contactos con la comandancia guerrillera y había hecho de la conclusión del proceso de negociaciones un eje de su campaña electoral.

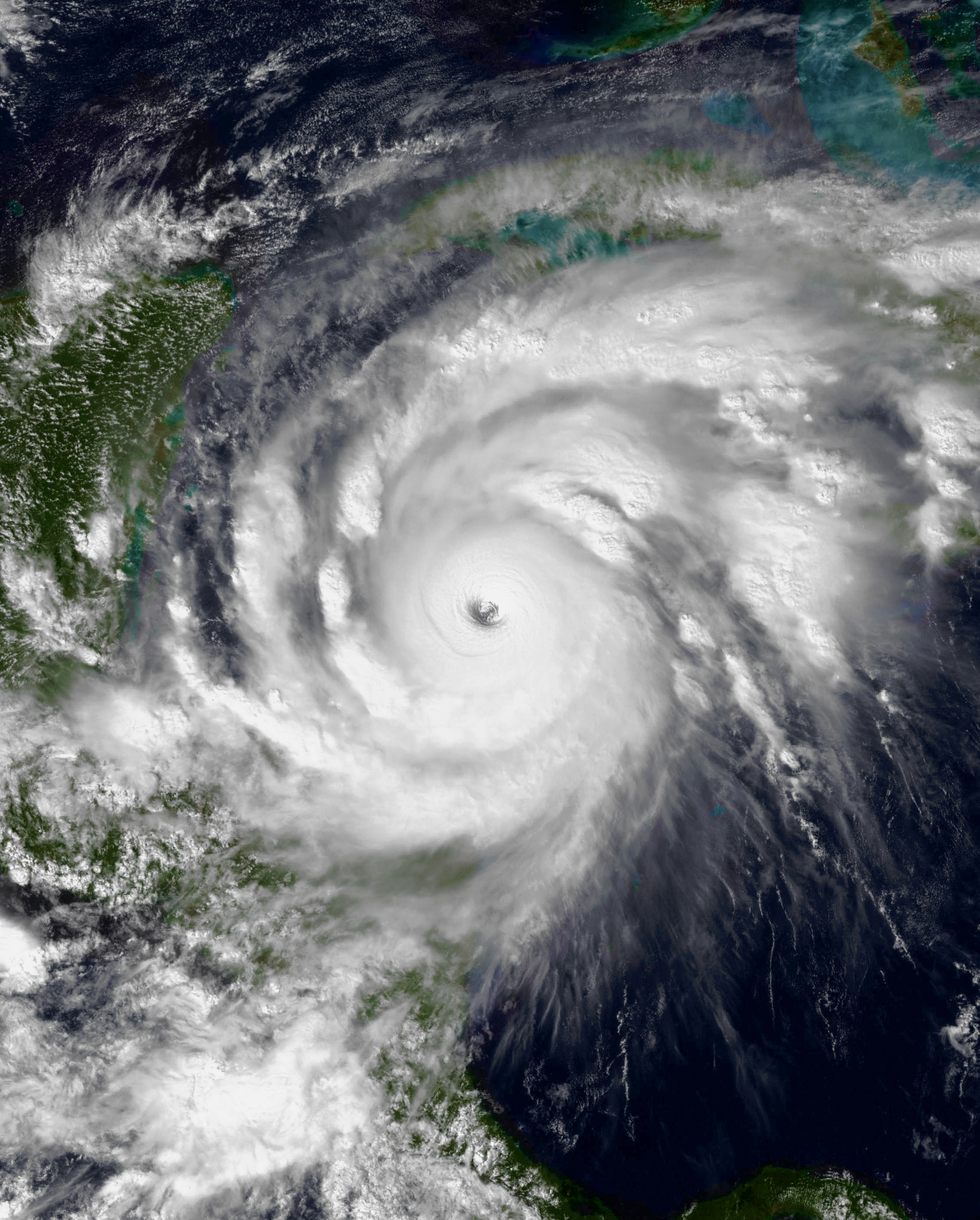
Huracán Mitch visto desde el Espacio

Uno de los grandes retos que tuvo la administración arzuista fue responder a la emergencia que representó el paso del Huracán Mitch por Guatemala en 1998. El huracán dejó como consecuencia el daño considerablemente a la infraestructura del país, desató crecidas de ríos y deslaves de tierra, enfermedad entre miles de personas, así como otras miles sin hogar. También, representó un grave daño a la economía del país por la pérdida de cosechas y productos destinados a la exportación.
Probablemente, uno de los eventos de mayor trascendencia durante su presidencia fue el asesinato del obispo guatemalteco, defensor de Derechos Humanos, Juan José Gerardi Conedera, ocurrido el 26 de abril de 1998, dos días después de que había publicado sus conclusiones sobre la documentación de crímenes durante la dictadura militar en el informe "Guatemala, nunca más", donde se atribuyó al Ejército y a las organizaciones paraestatales a él sujetas, el 93 % del total de las violaciones de los Derechos Humanos, correspondiendo un 3 % de las mismas a las diversas organizaciones guerrillas, en 36 años durante el período comprendido entre 1960 y 1996. Arzú declaró tres días de duelo nacional y se aprestó a afirmar que el asesinato había sido un crimen común, no político. Formó una comisión con sus más valorados colaboradores y, además, con miembros de la Iglesia, para investigar exhaustivamente el asesinato; sin embargo, desde el inicio de la investigación se observó una actitud flagrante por parte de Arzú para desvincular a sectores del Estado del hecho. Casi cuatro años luego, tres miembros del ejército, incluido un capitán que formaba parte de su seguridad, fueron en efecto juzgados y hallados responsables de la muerte del obispo.

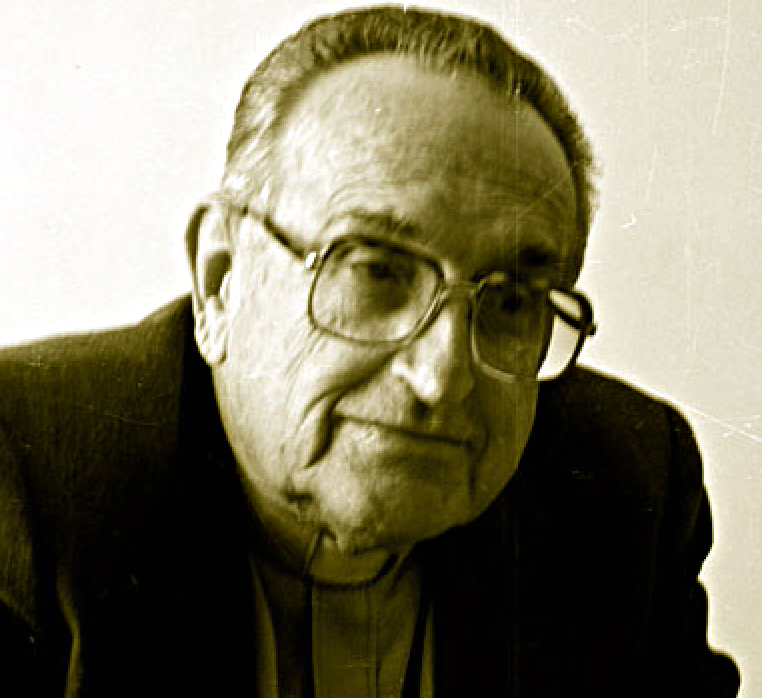
Monseñor Juan Gerardi en 1996

En cuanto a la economía, a pesar de los destrozos provocados por el huracán Mitch en octubre de 1998 y de los escasos progresos en los indicadores de desarrollo humano, Arzú presentó como logros al final de su mandato un crecimiento anual en torno al 3 % del PIB y una inflación reducida al 5 %. Fue el Gobierno de la época democrática que más obra pública realizó en el interior del país, cifra que ningún otro gobierno ha logrado igualar, a la fecha. 
Bajo su gobierno se procedió a la privatización general del parque empresarial público, inclusive la eléctrica EEGSA, la telefónica GUATEL (empresas que no generaban grandes ingresos pero sí gastos enormes al Estado) y los ferrocarriles FEGUA. El Gobierno de Arzú recibió el país con cobertura eléctrica inferior al 30 % y lo entregó con acceso a energía eléctrica en el 70 %, actualmente gracias a la privatización el índice es superior al 90 %. 
En el plano de la telefonía, en Guatemala la cobertura era menor al 20 % y en la actualidad hay más teléfonos que habitantes, dejando de ser hoy un privilegio, como lo era en la época de la empresa estatal.  En el plano de los ferrocarriles, gobiernos posteriores disolvieron la privatización y volvieron a nacionalizar el tren, gracias a las gestiones de Arzú, los ferrocarriles habían vuelto a circular y al ser nacionalizados nuevamente, en gobiernos posteriores, la empresa estatal de ferrocarriles volvió a quedar en ruinas y a la fecha el ferrocarril no ha vuelto a circular. 

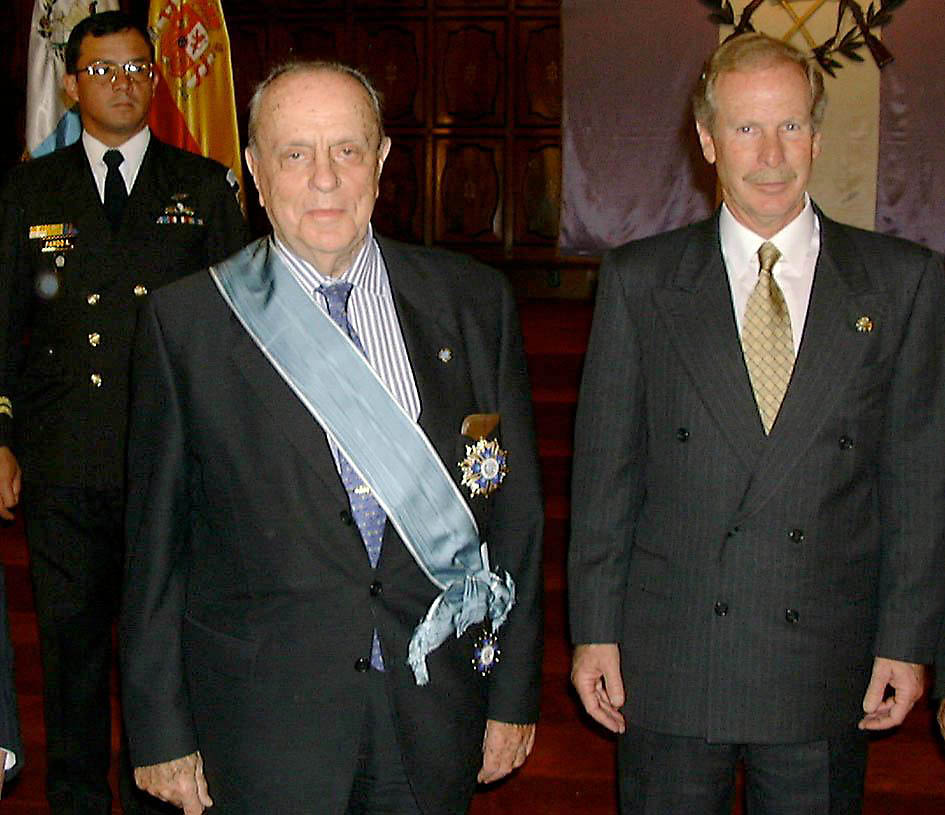
Manuel Fraga con el presidente de Guatemala Álvaro Arzú

En el plano exterior, Arzú participó en las Cumbres Iberoamericanas anuales y en las de presidentes centroamericanos. El 16 de abril de 1998, el ministro de Economía, Juan Mauricio Wurmser, signó en Santo Domingo el Tratado de Libre Comercio entre Centroamérica y la República Dominicana, que para Guatemala iba a entrar en vigor el 3 de octubre de 2001. El 10 de marzo de 1999, Arzú recibió a Bill Clinton en el curso de su gira regional, ocasión en la que el mandatario estadounidense expresó su pesar por el apoyo prestado por su país a las dictaduras militares guatemaltecas, implicación que ya había sido documentada por la CEH. Se trató de la primera visita de un presidente de Estados Unidos desde 1968. El 11 de marzo, Arzú hizo de anfitrión de una cumbre extraordinaria de presidentes centroamericanos en la ciudad de Antigua Guatemala a la que se sumó Clinton, y el 18 y el 19 de octubre del mismo año repitió la función en la capital del país con motivo de la XX cumbre ordinaria. En el mismo escenario se desarrolló del 6 al 8 de junio de 1999 la apertura de la XXIX Asamblea General de la Organización de Estados Americanos (OEA). Por otro lado, el 27 de enero de 1998, Guatemala restableció las relaciones diplomáticas con Cuba, poniendo fin a 38 años de ruptura.

## Formación de su Partido

Emblema del Partido Unionista de Guatemala

Él participó como candidato a las elecciones de 2003, nuevamente como candidato a la alcaldía de la ciudad de Guatemala, pero en esta ocasión como candidato de su recién fundado partido político "Unionista". A pesar de que el candidato a la presidencia de los Unionistas, Fritz García-Gallont, tuvo muy poco apoyo, Arzú logró ganar la alcaldía del municipio de Guatemala.  El más importante proyecto que realizó durante este periodo como alcalde fue la construcción del Transmetro, una serie de buses con ruta propia que reemplazarían a los buses que circulaban, propiedad de empresarios privados.
En las elecciones de 2007 se presenta a la reelección, obteniendo una victoria por un amplio margen sobre su más cercano competidor, Roberto González, propuesto por el oficialista partido Gran Alianza Nacional, GANA.
El lunes 2 de mayo de 2011, el diario el Periódico , en la sección de opinión, publicó que Álvaro Arzú Irigoyen proyecta la idea de que en su partido no hay de donde escoger líderes y es por ello que decide nominar a su esposa Patricia de Arzú como candidata a la presidencia de Guatemala para participar en las elecciones de 2011.
Álvaro Arzú tuvo fuertes roces con sectores empresariales de Guatemala, principalmente con los directores y propietarios de medios escritos de información, esto por considerar a Arzú un modelo de la "nueva derecha" neoliberal y progresista, según apologistas del político. Por tales discrepancias, incluso, señalaban a Álvaro Arzú de orquestar campañas de desprestigio contra periódicos guatemaltecos. Fue reelecto a la Alcaldía Municipal durante el periodo 2012-2016.

## Vida posterior  y Muerte

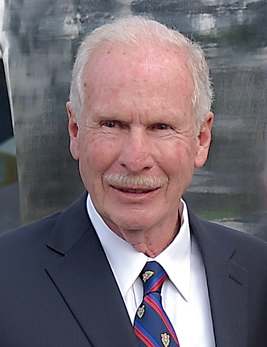
Àlvaro Arzú en 2017

Después de su mandato presidencial, Arzú se convirtió en miembro del Parlamento Centroamericano, escaño que ocupó entre 2000 y 2004. Fue elegido para un segundo mandato como alcalde de la Ciudad de Guatemala en 2003 y fue elegido nuevamente en 2007, 2011 y 2015. Su último mandato estaba previsto que terminara en 2020.
Durante este período, Arzú estableció el sistema de autobuses de tránsito rápido Transmetro y trabajó en la restauración del centro histórico de la Ciudad de Guatemala.
En sus últimos años, 2017 y 2018, Arzú hizo campaña contra el Comisionado de las Naciones Unidas de la Comisión Internacional contra la Impunidad en Guatemala (CICIG), Iván Velásquez, y contra la Fiscal General, Thelma Aldana, acusándolos abiertamente de llevar a cabo un golpe de Estado lento contra el Presidente Jimmy Morales bajo el pretexto de una lucha contra la corrupción y la impunidad. Mientras tanto, él mismo había sido objeto de críticas. El 27 de abril de 2018, Arzú sufrió un infarto mientras jugaba al golf en la ciudad de Guatemala. Murió en el hospital ese mismo día.

## Historial político

### Elecciones municipales de Guatemala de 1985
| Candidato              | Partido                | Votos   | % |
| ---------------------- | ---------------------- | ------- | - |
| Álvaro Arzú Irigoyen   | Comité Cívico PAN      | 160 017 |   |
| Elmar René Rojas       | PDCN/PRG               | 83 578  |   |
| Óscar Marroquín        | DCG                    | 75 923  |   |
| José María Ruiz        | Comité Cívico          | 52 618  |   |
| Hugo Quan              | Comité Cívico          | 6 312   |   |
| Edgar Ponce            | Comité Cívico          | 4 378   |   |
| Total de votos válidos | Total de votos válidos | 382 825 |   |

### Elecciones presidenciales de 1990
| Candidatos presidenciales — Partidos                                                                 | 1a vuelta | 1a vuelta |
| Candidatos presidenciales — Partidos                                                                 | Votos     | %         |
| Jorge Carpio Nicolle — Unión del Centro Nacional (UCN)                                               | 399 679   | 25,72 %   |
| Jorge Antonio Serrano Elías — Movimiento de Acción Solidaria (MAS)                                   | 375 119   | 24,14 %   |
| Luis Alfonso Cabrera Hidalgo — Democracia Cristiana Guatemalteca (DCG)                               | 271 842   | 17,49 %   |
| Álvaro Arzú Irigoyen — Partido de Avanzada Nacional (PAN)                                            | 268 776   | 17,29 %   |
| Luis Ernesto Sosa Dávila — Movimiento de Liberación Nacional - Frente de Avanzada Nacional (MLN-FAN) | 74 994    | 4,83 %    |
| René Armando De León Schlotter — Partido Socialista Democrático - Alianza Popular 5 (PSD - AP-5)     | 55 804    | 3,59 %    |
| José Ángel Lee Duarte — Partido Revolucionario (PR)                                                  | 33 417    | 2,15 %    |
| José Ramón Fernández González — Partido Democrático de Cooperación Nacional (PDCN)                   | 32 297    | 2,08 %    |
| Manuel Benedicto Lucas García — Movimiento Emergente de Concordia (MEC)                              | 16 915    | 1,09 %    |
| Fernando Antonio Leal Estévez — Partido Nacional Renovador (PNR)                                     | 11 025    | 0,71 %    |
| Leonel Hernández Cardona — Frente Unido de la Revolución (FUR)                                       | 7950      | 0,51 %    |
| Jorge Antonio Reyna Castillo — Partido Demócrata (PD)                                                | 6413      | 0,41 %    |
| Votos válidos (participación electoral 56,44 % / 45,26 %)                                            | 1 554 231 | 100 %     |
| Votos inválidos y nulos                                                                              | 254 487   |           |
| Total votos (participación electoral 56,44 % / 45,26 %)                                              | 1 808 718 |           |
| Fuente: Tribunal Supremo Electoral                                                                   |           |           |

### Elecciones presidenciales de 1995
| Candidatos presidenciales — Partidos                                                                     | 1a vuelta | 1a vuelta | 2a vuelta | 2a vuelta |
| Candidatos presidenciales — Partidos                                                                     | Votos     | %         | Votos     | %         |
| Álvaro Arzú Irigoyen — Partido de Avanzada Nacional (PAN)                                                | 565 393   | 36,50 %   | 671 354   | 51,22 %   |
| Alfonso Portillo — Frente Republicano Guatemalteco (FRG)                                                 | 341 364   | 22,04 %   | 639 404   | 48,78 %   |
| Fernando Andrade Díaz-Durán — UCN/DCG/PSD                                                                | 200 393   | 12,94 %   |           |           |
| Jorge Luis González del Valle — Frente Democrático Nueva Guatemala (FDNG)                                | 119 305   | 7,70 %    |           |           |
| Acisclo Valladares Molina — Partido Libertador Progresista (PLP)                                         | 80 761    | 5,21 %    |           |           |
| José Luis Chea Urruela — Unión Democrática (UD)                                                          | 56 191    | 3,63 %    |           |           |
| Luis Rolando Torres Casanova — Desarrollo Integral Auténtico (DIA)                                       | 39 425    | 2,55 %    |           |           |
| Héctor Mario López Fuentes — Movimiento de Liberación Nacional (MLN)                                     | 35 675    | 2,30 %    |           |           |
| José Fernández — Partido Progresista (PP)                                                                | 25 219    | 1,63 %    |           |           |
| Héctor Alejandro Gramajo Morales — FUN–PID                                                               | 18 060    | 1,17 %    |           |           |
| Miguel Ángel Montepeque Contreras — Partido Reformador Guatemalteco (PREG)                               | 17 471    | 1,13 %    |           |           |
| Monchis Godoy Gómez — Cambio Histórico Nacional (CAMHINA)                                                | 11 344    | 0,73 %    |           |           |
| Juan José Rodil Peralta — Partido del Pueblo (PDP)                                                       | 8140      | 0,53 %    |           |           |
| Ángel Aníbal Guevara — Partido Demócrata Guatemalteco (PDG)                                              | 6714      | 0,43 %    |           |           |
| Carlos Augusto Morales Villatoro — Alianza Popular 5 (AP-5)                                              | 6193      | 0,40 %    |           |           |
| Lionel Sisniega Otero Barrios — Central Auténtica Nacionalista (CAN)                                     | 6079      | 0,39 %    |           |           |
| Flor de María Alvarado Suárez de Solís — Fuerza Democrática Popular (FDP)                                | 5885      | 0,38 %    |           |           |
| Mario Francisco Castejón García Prendes — Movimiento de los Descamisados (MD)                            | 3119      | 0,20 %    |           |           |
| Carlos Alfonso González Quezada — Partido Conciliación Nacional-Movimiento Patriótico Libertad (PCN-MPL) | 2133      | 0,14 %    |           |           |
| Votos válidos (participación electoral 56,44 % / 45,26 %)                                                | 1 548 864 | 100       | 1 310 758 | 100       |
| Votos inválidos y nulos                                                                                  | 188 169   |           | 58 070    |           |
| Total votos (participación electoral 56,44%/45,26%)                                                      | 1 737 033 |           | 1 368 828 |           |
| Fuente: Tribunal Supremo Electoral                                                                       |           |           |           |           |

### Elecciones municipales de Guatemala de 2003
| Candidato                          | Partido | Votos   | %       |
| ---------------------------------- | ------- | ------- | ------- |
| Álvaro Enrique Arzú Irigoyen       | PU      | 141 840 | 33.35   |
| Jorge Eduardo Briz Abularach       | GANA    | 98 821  |         |
| Luis Armando Rabbé Tejada          | FRG     | 72 659  |         |
| Alejandro Eduardo Giammattei Falla | DCG     | 40 843  |         |
| Mauricio Urruela Kong              | PAN     | 26 797  |         |
| Elmar René Rojas Azurdia           | UNE     | 24 770  |         |
| Ramón Cadena Ramila                | URNG    | 4 636   |         |
| Sergio Aníbal Lemus González       | UN      | 2 527   |         |
| Total de votos en blanco           | 3 438   | 3 438   | 3 438   |
| Total de votos nulos               | 8 886   | 8 886   | 8 886   |
| Total de votos válidos             | 412 893 | 412 893 | 412 893 |
| Total de votos emitidos            | 425 217 | 425 217 | 425 217 |

### Elecciones municipales de Guatemala de 2007
| Candidato                    | Partido   | Votos   | %       |
| ---------------------------- | --------- | ------- | ------- |
| Álvaro Enrique Arzú Irigoyen | PU        | 220 325 |         |
| Roberto González Díaz Durán  | GANA      | 118 364 |         |
| José Ángel Lee Duarte        | El Frente | 15 718  |         |
| Ricardo Méndez Ruiz          | FRG       | 12 267  |         |
| Raúl Romero Segura           | CASA      | 10 485  |         |
| Jorge Mario García Rodríguez | PAN       | 6 722   |         |
| Brenda Gramajo               | DIA       | 5 401   |         |
| Marcos Recinos               | ANN       | 2 745   |         |
| Frank Fritzsche              | DCG       | 2 479   |         |
| Adolfo Guerra                | UCN       | 2 109   |         |
| Total de votos en blanco     | 7 445     | 7 445   | 7 445   |
| Total de votos nulos         | 10 617    | 10 617  | 10 617  |
| Total de votos válidos       | 396 615   | 396 615 | 396 615 |
| Total de votos emitidos      | 414 677   | 414 677 | 414 677 |

### Elecciones municipales de Guatemala de 2011
| Candidato                    | Partido  | Votos   | %       |
| ---------------------------- | -------- | ------- | ------- |
| Álvaro Enrique Arzú Irigoyen | PU       | 180 198 | 36.72   |
| Roberto González Díaz Durán  | CREO     | 145 340 | 29.62   |
| Alejandro Sinibaldi          | PP       | 127 451 | 25.97   |
| Vacante                      | UNE      | 10 776  | 2.20    |
| Enrique Godoy                | CC       | 10 172  | 2.07    |
| José Ballesteros             | UCN      | 7 800   | 1.59    |
| José Ángel Lee Duarte        | CC       | 6 007   | 1.22    |
| Harold Ortiz-Pérez           | Victoria | 2 175   | 0.44    |
| Hugo Adolfo Orellana Cano    | FCN      | 786     | 0.16    |
| Total de votos en blanco     | 11 698   | 11 698  | 11 698  |
| Total de votos nulos         | 13 114   | 13 114  | 13 114  |
| Total de votos válidos       | 490 705  | 490 705 | 490 705 |
| Total de votos emitidos      | 515 517  | 515 517 | 515 517 |

### Elecciones municipales de Guatemala de 2015
| Candidato                      | Partido | Votos   | %       |
| ------------------------------ | ------- | ------- | ------- |
| Álvaro Enrique Arzú Irigoyen   | CREO-PU | 269 161 |         |
| Luis Enrique Cruz Asturias     | VIVA    | 145 340 |         |
| José Antonio Coro García       | LIDER   | 58 142  |         |
| Roberto Pirri Cruz             | FCN     | 17 907  |         |
| Wiliam Noe Rivera Carias       | TODOS   | 13 510  |         |
| Saúl Ernesto Rojas Castillo    | URNG    | 11 375  |         |
| Juan Francisco Morales Morales | UCN     | 7 447   |         |
| Gladys Anabella De León Ruíz   | PP      | 4 634   |         |
| Marcial Rodrigo Gil Alva       | CNN     | 2 679   |         |
| Total de votos en blanco       | 5 880   | 5 880   | 5 880   |
| Total de votos nulos           | 8 623   | 8 623   | 8 623   |
| Total de votos válidos         |         |         |         |
| Total de votos emitidos        | 494 394 | 494 394 | 494 394 |

### Cargos
| Periodo   | Cargo                                   | N.º |
| --------- | --------------------------------------- | --- |
| 1986-1990 | Alcalde de la Ciudad de Guatemala       | #1  |
| 1996-2000 | Presidente de la República de Guatemala | #44 |
| 2004-2007 | Alcalde de la Ciudad de Guatemala       | #2  |
| 2008-2011 | Alcalde de la Ciudad de Guatemala       | #3  |
| 2012-2015 | Alcalde de la Ciudad de Guatemala       | #4  |
| 2016-2018 | Alcalde de la Ciudad de Guatemala       | #5  |

## Lectura recomendada
- Casaús Arzú, Marta Elena. «El papel de las redes familiares en la configuración de la élite de poder centroamericana (El caso de la familia Díaz Durán)». Revista Realidad (El Salvador: Universidad Centroamericana). Archivado desde el original el 27 de marzo de 2015. Consultado el 10 de mayo de 2015.
- Chandler, David L. (1978). «La casa de Aycinena». Revista de la Universidad de Costa Rica (San José, Costa Rica). Archivado desde el original el 9 de septiembre de 2014.
- Reynolds, Louisa (2007). «Clan Arzú consolida su poder». Albedrío. Guatemala. Archivado desde el original el 29 de agosto de 2014.
- Vives, Pedro A. «Intendencias y poder en Centroamérica: La Reforma incautada». Anuario de Estudios Centroamericanos (Costa Rica: Universidad de Costa Rica) 13 (2).